# Ásótyúkfélék
Az ásótyúkfélék (Megapodiidae) a madarak osztályába és a tyúkalakúak (Galliformes) rendjébe tartozó család. Egyéb elnevezései: talegallatyúk-félék, halomköltő tyúkok, lábastyúkok.
Annak ellenére, hogy a ránézésre nagyon hasonlítanak rokonaikhoz, életmódjuk jelentősen különbözik a többi tyúkalakútól, ugyanis a fiókáikat a kakas szabályozott hőmérsékletű költőhalomban (költődombban) kelti ki. A halmot melegítő hő a konkrét élőhelynek megfelelően származhat utóvulkáni folyamatokból (ilyenkor a fészket a még meleg láva közelébe vagy hévforrás mellé építik), a Napból (jellemzően a tengerparti homokokon) vagy növények korhadásából.

## Származásuk, elterjedésük
A Nikobár-szigetektől Kelet-Indonézián át a Északi-Mariana-szigetekig, a Fülöp-szigetek, Új-Guinea, Ausztrália, Vanuatu szigetei és Tonga. Több, mára kihalt fajuk ennél jóval keletebbre, a Cook-szigetek és Amerikai Szamoa szigetein is élt, de onnan már jóval az európaiak megérkezése előtt kiirtották őket a szigetekre települt polinézek. Ezeket csak csontmaradványokból ismerjük.
Elterjedésük egyik legfurcsább vonása, hogy teljesen hiányoznak a Nagy-Szunda-szigetekről és Délkelet-Ázsia szárazföldi részéről is. Elterjedésük központja Ausztrália északi része és Új-Guinea szigete, innen terjedtek szét minden irányba, anélkül, hogy megtelepedtek volna Ázsia szárazföldjén vagy az orientális állatföldrajzi birodalom nagy szigetein. Erre a tényre a legelfogadottabb magyarázat az, hogy ezeken a területeken sok a ragadozó emlős; főleg a macskafélék (Felidae) és a cibetmacskafélék (Viverridae) – a költőhalmok gondozása miatt hosszasan helyhez kötött madarak pedig e ragadozók könnyű prédái. Ahol e veszélyforrás hiányzik, mint a Nagy-Szundák közé tartozó Celebesz szigetén, a talegallatyúkok meg tudtak telepedni.
A nikobári ásótyúk (Megapodius nicobariensis) is azért tudott megtelepedni a Nikobár-szigeteken, mert ott nem élnek ragadozó emlősök. Ezt a fajt több száz kilométer választja el a többitől.

## Megjelenésük, felépítésük
Az ásótyúkok teste zömök és erőteljes, bár a lábuk hosszabb a megszokottnál. Mivel a költőhalmot gödör fölé építik, majd anyagát rendszeresen átforgatják, szétterítik, illetve újra összekupacolják, lábujjaik és karmaik kaparáshoz és ásáshoz idomultak. Tollazatuk legtöbbször barna, fekete vagy szürke. Egyes fajok kakasainak fején vagy nyakán élénk színű, csupasz bőrfelület van, némelyek torokzacskója élénk színű. Tojásaik lehetnek fehérek vagy barnásak, esetleg rózsaszínesek.

## Életmódjuk, élőhelyük
Rovarokat, lehullott gyümölcsöket, nedvdús gyökereket esznek.

## Szaporodásuk

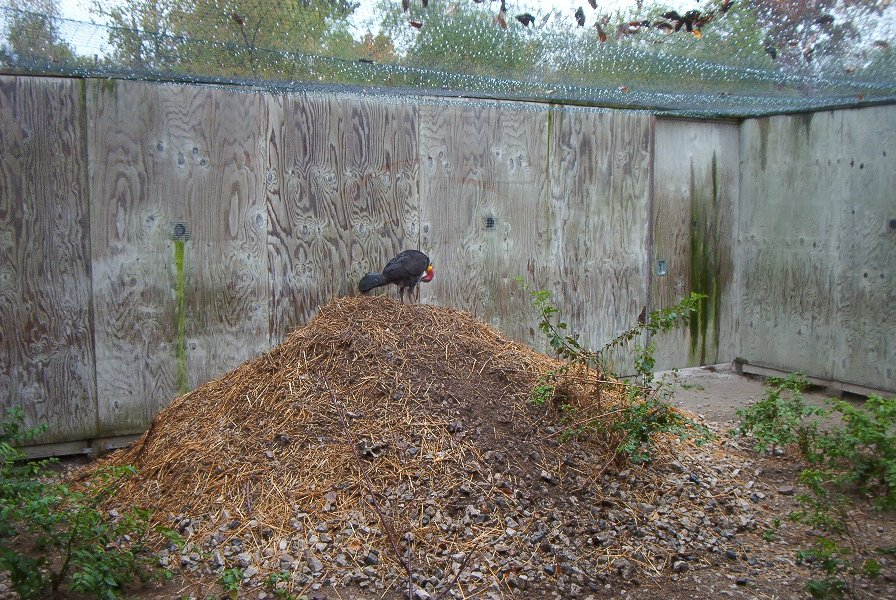
A talegallatyúk (Alectura lathami) óriási költődombja a Kansas City állatkertben

Tojásaikat üregekbe, a nap által felmelegített homokba vagy vulkáni térség földjébe rakják – egyedülálló módon függőleges helyzetben, a hegyükkel lefelé. Miután a tojók a tojásokat lerakták és elásták őket, többé nem foglalkoznak velük. A tojásokat a kakas gondozza az erre a célra épített költőhalomban, aminek hőmérsékletét nyelvével rendszeresen ellenőrzi, és a kupac anyagának átmozgatásával növeli, illetve csökkenti. A nikobári ásótyúk legnagyobb, dokumentált költődombja 12 m átmérőjű és 5 m magas volt; ez a legnagyobb olyan, általunk ismert építmény, amit madár készített.
A fészekhagyó fiókák esetenként csak több nap alatt tudják kiásni magukat a költődombból; ekkor a kakas már nem törődik velük.

## Természetvédelmi helyzetük
Hét faj sérülékeny, a Mariana-szigeteki ásótyúk (Megapodius laperouse) „veszélyeztetett”, a tongai ásótyúkot (Megapodius pritchardii) a kihalás fenyegeti.

## Rendszerezésük

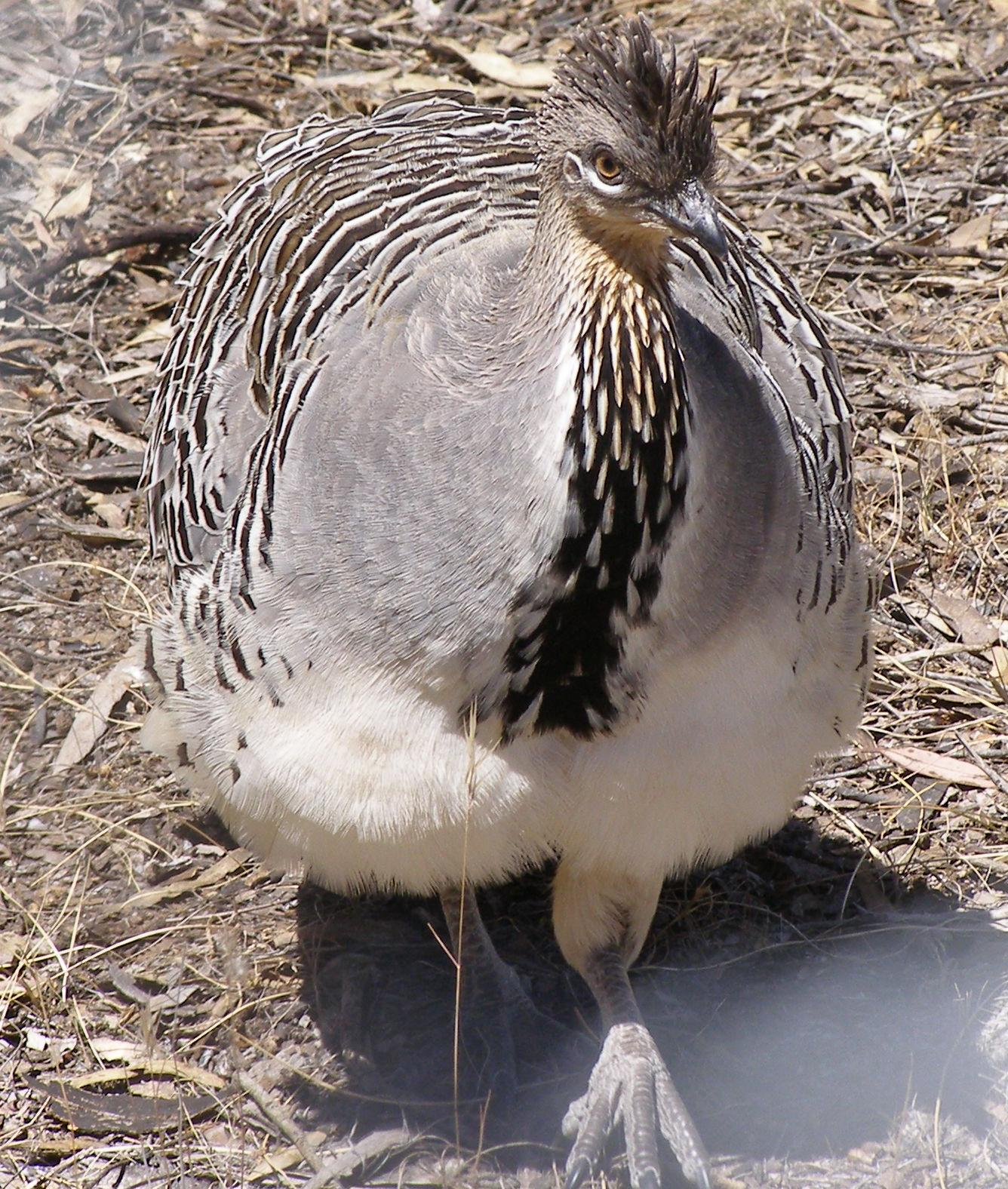
homoki ásótyúk (Leipoa ocellata)

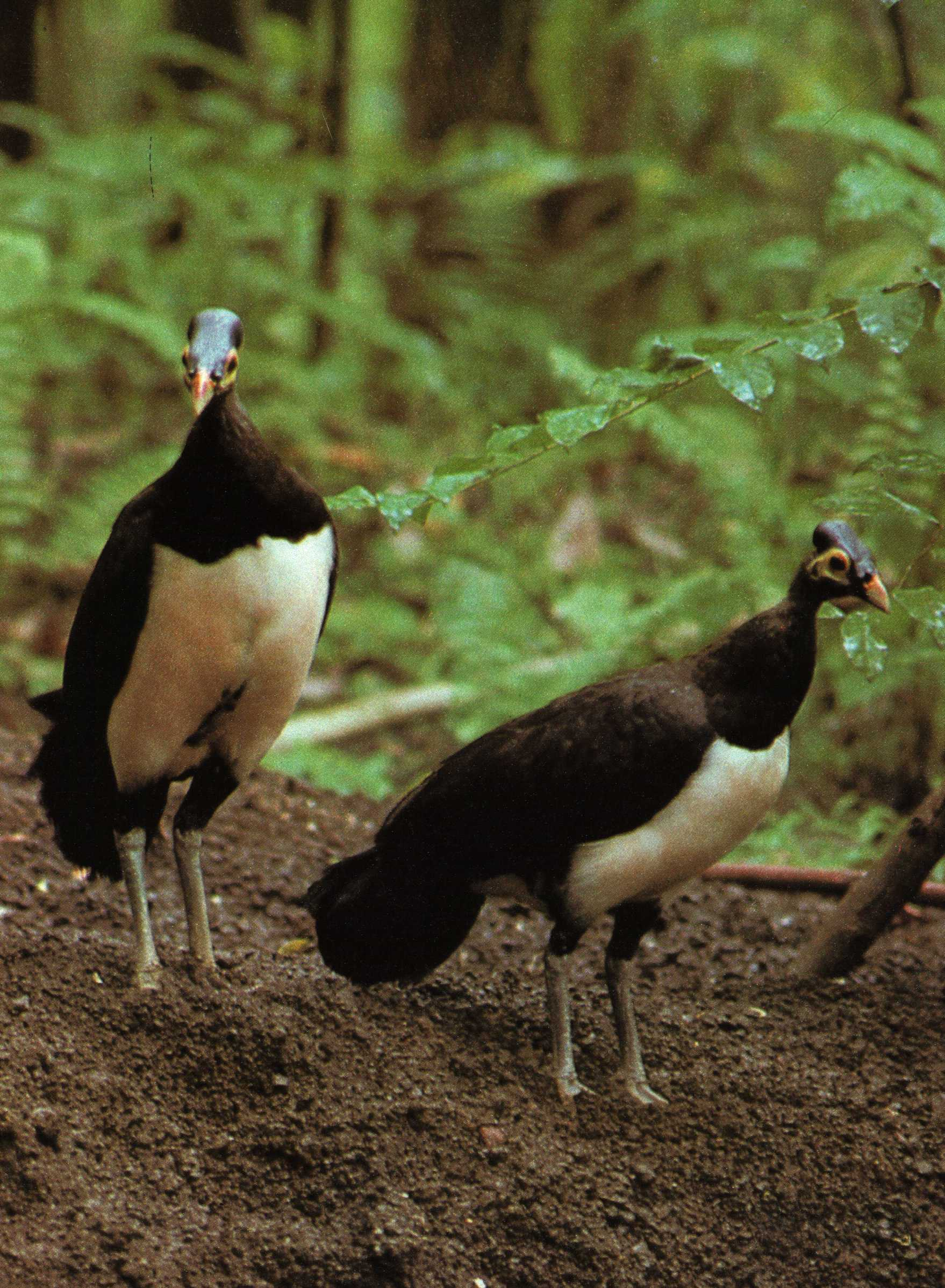
Kalapácsfejű tyúk (Macrocephalon maleo)

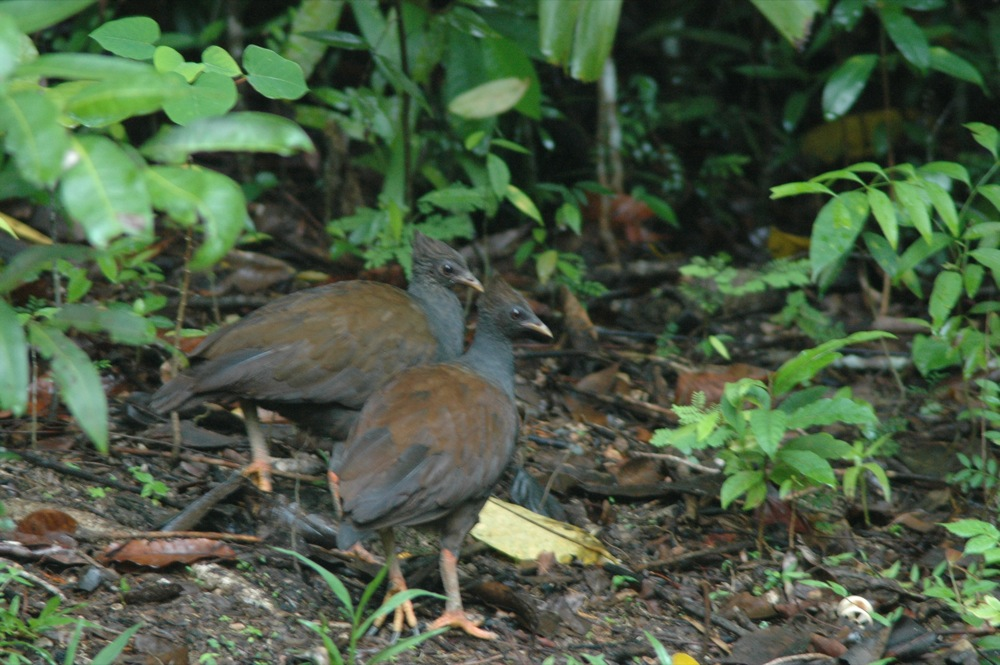
Narancssárgalábú ásótyúk (Megapodius reinwardt)

A családba az alábbi nemeket és fajokat sorolják:
- Talegalla Lesson, 1828
  - vöröscsőrű talegallatyúk (Talegalla cuvieri)
  - feketecsőrű talegallatyúk (Talegalla fuscirostris)
  - galléros talegallatyúk (Talegalla jobiensis)

- Leipoa Gould, 1840
  - †Leipoa gallinacea
  - homoki ásótyúk (Leipoa ocellata)

- Alectura Latham, 1824
  - talegallatyúk (Alectura lathami)

- Aepypodius Oustalet, 1880
  - Aepypodius arfakianus
  - Aepypodius bruijnii

- Macrocephalon Muller, 1846
  - kalapácsfejű tyúk (Macrocephalon maleo)

- Eulipoa Ogilvie-Grant, 1893
  - maluku-szigeteki ásótyúk (Eulipoa wallacei)

- Megapodius Gaimard, 1823
  - Fülöp-szigeteki ásótyúk (Megapodius cumingii)
  - Tanimbar-szigeteki ásótyúk (Megapodius tenimberensis)
  - nikobári ásótyúk (Megapodius nicobariensis)
  - Mariana-szigeteki ásótyúk (Megapodius laperouse)
  - vanuatui ásótyúk (Megapodius layardi)
  - tongai ásótyúk (Megapodius pritchardii)
  - Sula-szigeteki ásótyúk (Megapodius bernsteinii)
  - fekete ásótyúk (Megapodius geelvinkianus)
  - narancssárgalábú ásótyúk (Megapodius reinwardt)
  - melanéz ásótyúk (Megapodius eremita)
  - új-guineai ásótyúk (Megapodius decollatus)
  - Megapodius freycinet
  - Megapodius forstenii